# Dresdner Kapellsolisten
Die Dresdner Kapellsolisten sind ein deutsches Kammerorchester aus Dresden.

## Geschichte
Das Orchester wurde 1994 gegründet. Es setzt sich aus Musikern der Sächsischen Staatskapelle und der Dresdner Philharmonie zusammen, einzelne Mitglieder des Ensembles sind darüber hinaus auch beim Dresdner Trompeten Consort aktiv. Im Gegensatz zu anderen Orchestern ist den Kapellsolisten die gleichberechtigte Zusammenarbeit miteinander besonders wichtig: Selbst Helmut Branny, der Leiter des Ensembles versteht sich als normales Orchestermitglied.
Das Repertoire des Orchesters erstreckt sich von der Zeit des Barock bis zur Romantik. Immer wieder musizieren die Dresdner Kapellsolisten gemeinsam mit anderen Musikern, wie Viktoria Mullova, Isabelle van Keulen, Maurice André, François Leleux, Mirijam Contzen, Axel Köhler, Mathias Schmutzler, Peter Rösel, Jan Vogler, Danjulo Ishizaka, Matthias Goerne, Alison Balsom, Albrecht Mayer, Peter Schreier, Nils Mönkemeyer, Martin Stadtfeld, Dorothee Oberlinger, Gábor Boldoczki, Sergei Nakariakov oder Lise de la Salle.
Mit dem Orchester wurden zahlreiche Radioübertragungen beim MDR, dem NDR, der Deutschen Welle und beim DeutschlandRadio Berlin produziert.
Eine rege Konzerttätigkeit führt die Dresdner Kapellsolisten in alle großen Musikzentren Deutschlands sowie zu Musikfestivals in Europa und Asien. Bei den Festspielen Mecklenburg-Vorpommern, dem Choriner Musiksommer, dem Rheingau Musik Festival, dem Würzburger Mozartfest, dem Kissinger Sommer, dem MDR-Musiksommer, dem Festival Mitte Europa oder den Walkenrieder Kreuzgangkonzerten sind sie seit vielen Jahren ein gern gesehen Gast.
Verschiedene CD-Einspielungen sind erhältlich.

## Preise und Auszeichnungen
2010: ECHO Klassik – "Konzerteinspielung des Jahres" (Weichet Nur, Betrübte Schatten, mit Annette Unger, vio. )

## Diskografie (Auswahl)
- Joseph Haydn – Konzert für Oboe und Orchester C-Dur (Sächsische Tonträger, 1995?)
- Joseph Haydn – Sinfonie G-Dur Nr. 94 "mit dem Paukenschlag" (Günter Voigt, Jan Vogler, 1996)
- Wolfgang Amadeus Mozart – Sinfonie A-Dur KV 134 (Sächsische Tonträger, 1997)
- Mit Pauken und Trompeten (Sächsische Tonträger, 1997)
- Wolfgang Amadeus Mozart – Sinfonien und Serenaden (B.T.M., 2004)[3]
- Mit Pauken und Trompeten (B.T.M., 2004)
- Wolfgang Amadeus Mozart – Konzert für Flöte, Harfe und Orchester KV 299 C-Dur (B.T.M., 2004)
- Wolfgang Amadeus Mozart – Berühmte Bläserkonzerte (B.T.M., 2004)
- Zeitgenossen – Musik der Zeit / 28. Dresdner Konzerte (Wolfgang Smitmans, 2007)[4]
- Jan Vogler – my tunes / 1. (Sony BMG Music Entertainment, 2007)
- Schubert / Mendelssohn / Schumann – Weichet nur, betrübte Schatten (Sony Music Entertainment, 2009)
- Joseph Haydn – Symphonies 26, 43 & 83 (Sony Music Entertainment, 2009)
- Dennis (Sony Music Entertainment, 2009)
- Jan Vogler – my tunes / 2. (Sony Music Entertainment, 2010)
- Elin Kolev (Sony Music Entertainment, 2011)
- Bach / Corelli / Händel / Telemann / Torelli / Vivaldi – Festliches Konzert (ARS Produktion, 2015) → Konzertmitschnitt: Villa Hügel (Essen), 8. Dezember 2013
- Graun / Horneck / Reichenauer / Telemann – Dresdner Fagottkonzerte aus Schranck II (ARS Produktion, 2016)[5]